# Josef Trousílek
Josef Trousílek   (Praga, 16 de març de 1918 - Praga, 5 d'octubre de 1990) va ser un jugador d'hoquei sobre gel txec que va competir sota bandera txecoslovaca durant les dècades de 1930 i 1940.
El 1948 va prendre part en els Jocs Olímpics d'Hivern de St. Moritz, on guanyà la medalla de plata en la competició d'hoquei sobre gel. En el seu palmarès també destaquen dues medalles d'or al Campionat del Món d'hoquei sobre gel, el 1947 i 1949.